# ノルウェー独立第1中隊
ノルウェー独立第1中隊（ノルウェーどくりつだい1ちゅうたい,Norwegian Independent Company 1）は、第二次世界大戦中にイギリスの特殊作戦執行部(SOE)の指揮下で活動していたノルウェー人による特殊部隊。ノルウェーの俳優でもあったマーティン・リンゲが指揮を執ったことから、リンゲ中隊(Kompani Linge、後にLingekompaniet)とも呼ばれる。
1940年のノルウェーの戦いにより、ノルウェーは全土がドイツに占領された。この結果、ノルウェー政府と軍の一部は、イギリスに亡命している。
ノルウェー第1独立中隊のメンバーは、この亡命ノルウェー人からなり、スコットランドのケアンゴームズで訓練を受けた。1941年の最初の作戦行動は、ロフォーテン諸島（クレイモア作戦）とマロイ島（アーチェリー作戦）にて行った。アーチェリー作戦にて、マーティン・リンゲが死亡している。
このほか、ノルスク・ハイドロ重水工場破壊工作とタムスハウン線の破壊工作等に関与し、ノルウェー国内のレジスタンスへの支援も行っている。部隊は530人が従軍し、うち57名が死亡した。